# Orde van de Matigheid en de Heilige Christoffel
De Orde van de Matigheid en de Heilige Christoffel (Duits:"Orden der Mäßigung von St.Christoph" of "Orden des heiligen Christophs in Oesterreich") was een Ridderorde of een verbond van edelen in de Hertogdommen Steiermark, Karinthië en Kraïn en werd op 22 juni 1517 door Siegmond von Dietrichstein, stamvader van het geslacht Hollenburg-Finkenstein ingesteld om het vloeken en de onmatige inname van alcohol te bestrijden. De katholieke Orde was onder bescherming van de Heilige Christoffel gesteld.
Ook in andere streken bestonden dergelijke orden; zo was er in Hessen de "Orde van de Matigheid".

## Statuten
In de statuten wordt vastgesteld dat "unmäßigen Trinkens" en "Lastern" hand over hand toegenomen had en dat de adel daarin een voorbeeld voor het gemene volk diende te zijn.Iedere vloek kwam de leden, allen heren en dames van adel en "goede zeden", op een boete van een gulden te staan en na zes maal werden zij uit de Orde gezet.Dronkenschap kostte twee gulden en ook deze overtreding werd niet vaker dan vijfmaal geduld.
De leden droegen als teken van hun verbond een afbeelding van de Heilige Christoffel aan een keten of lint om de hals. Wie dit teken in het openbaar niet droeg moest per overtreding vier kreutzer boete betalen.
Op de zondag na Sint Michaël kwamen de 78 leden in Graz bijeen voor een mis en een gezamenlijke maaltijd. Tijdens de maaltijd werd een nieuw hoofd of "Hauptmann" van de Orde gekozen die de besognes van de Orde van de Matigheid en de Heilige Christoffel een jaar lang waar zou nemen.
Onder de leden waren prominente edelen;leden van de families Auersperg, Dietrichstein, Harrach, Herberstein, Saurau en Trautmannsdorf. Ook een Grootmeester van de aanzienlijke Orde van de Heilige Joris in Kärnten was lid van dit gezelschap dat, zo schrijft Johann Georg Krünitz, "opvallend naïeve statuten opstelde" en indirect getuigt van de verdorven zeden van die tijd.
Tot rond 1600 waren in Duitsland meerdere Orden naar dit model actief; In Saksen was er een Orde tegen de Ondeugd van het Vloeken en in Beieren een Orde van de Gouden Ringen.